# 雪泥流
雪泥流（せつでいりゅう）とは、雪崩（スラッシュ雪崩）が大量の水を含むことで土石流化したものを指す。ただし融雪による土石流と区別を付けづらい。斜面から渓流へと流下する際に、渓岸や河床の堆積物を浸食する。
日本各地でも小規模の雪泥流は頻繁に発生していると考えられている。

## 概要
湿った雪が多く降る山間部、万年雪が残る山頂部などが集中豪雨などに曝される際に発生する。普段、水が流れていない涸沢の上流部で発生すると、土砂災害への備えが不十分なため規模が拡大しやすい。逆に、冬場でも水量がある川の水面や岸を覆っていた雪氷が気温上昇などで流れ出し、川の狭隘部に詰まって天然ダム（アイスジャム）を形成。それが決壊して発生する場合もある。

### 富士山の雪泥流
日本の富士山では、大規模な雪泥流が降雨により定常的に発生し、「雪代」（ゆきしろ）と呼ばれる。標高3000m以上の斜面から流下し規模が大きく長く、流れ下った雪は遠隔地からもよく観察できる。富士山南西斜面では、砂防事業による対策が講じられている。

## 被害
- 1834年6月22日（天保5年5月16日）に富士山で発生した雪泥流は富士北麓の富士吉田市域と富士南麓の富士宮市域の一帯に大量の土砂を流出させ被害を出した[3][4]。
- 1945年3月23日未明に青森県の赤石川で発生した雪泥流（鉄砲水）により死者87名を出す被害が出た[5][6][7]。
- 2018年3月5日に富士山の須走口斜面、標高2300m付近から発生したスラッシュ雪崩は通称グランドキャニオン付近から土石流となり、ふじあざみラインの馬返し付近を寸断、陸上自衛隊東富士演習場へ流入し、これにより作業員2名が死亡。さらに北へ分流した土石流は東富士五湖道路の須走インターチェンジ付近まで達した[8][9]。